# Veenhof (Aa en Hunze)
Veenhof is een buurtschap in de gemeente Aa en Hunze in de provincie Drenthe (Nederland). Het ligt in het veengedeelte van de gemeente, tussen de Hondsrug en de Hunze.
Veenhof ligt op een geïsoleerde zandkop in het veengebied. Dat geeft het gehucht een bijzonder karakter. De aanwezige bebouwing, boerderijen uit de achttiende en negentiende eeuw omgeven door hoge beplanting, versterken dat karakter als een eilandje in het veen.

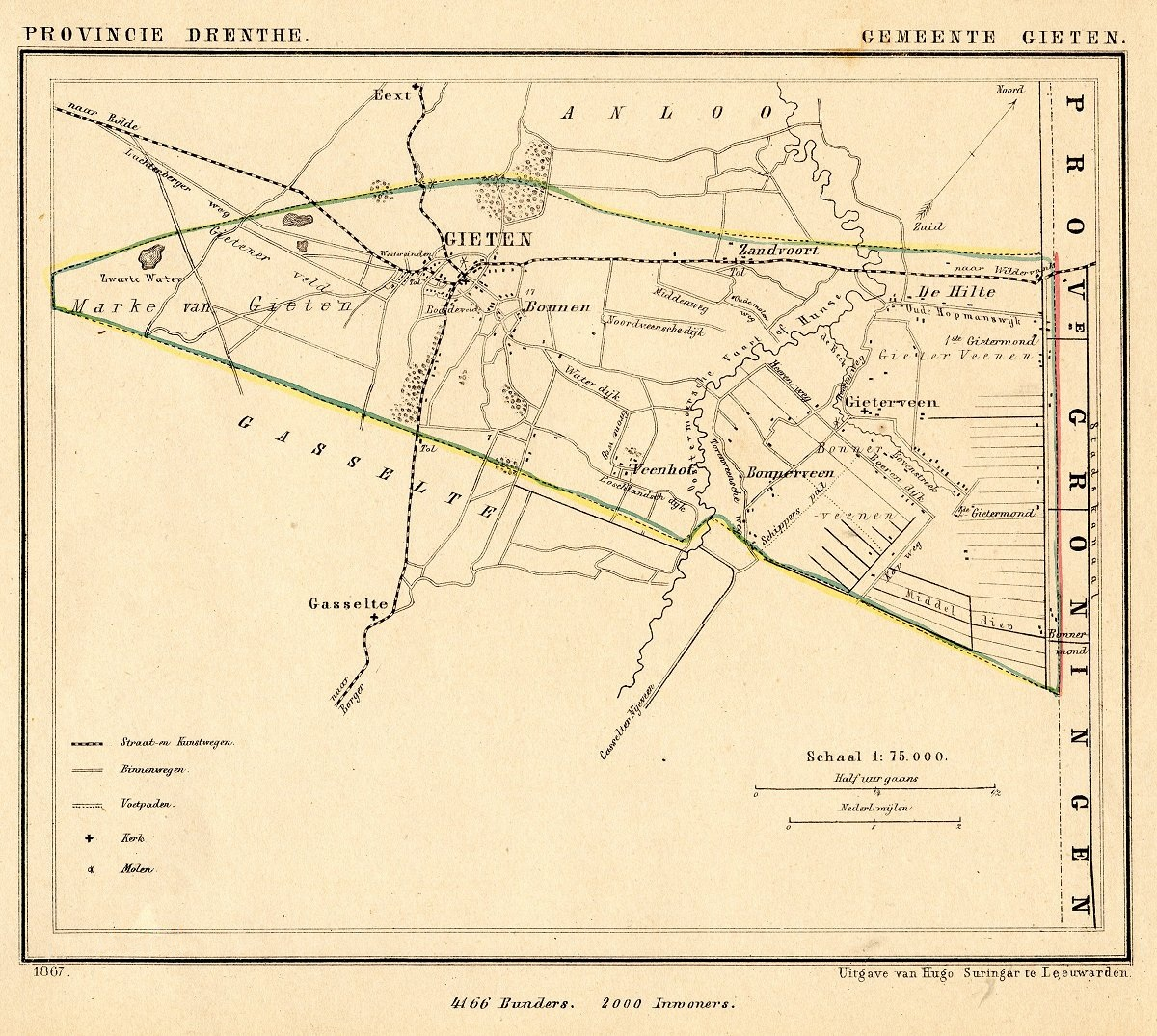
Veenhof op een kaart uit 1867 van de voormalige gemeente Gieten
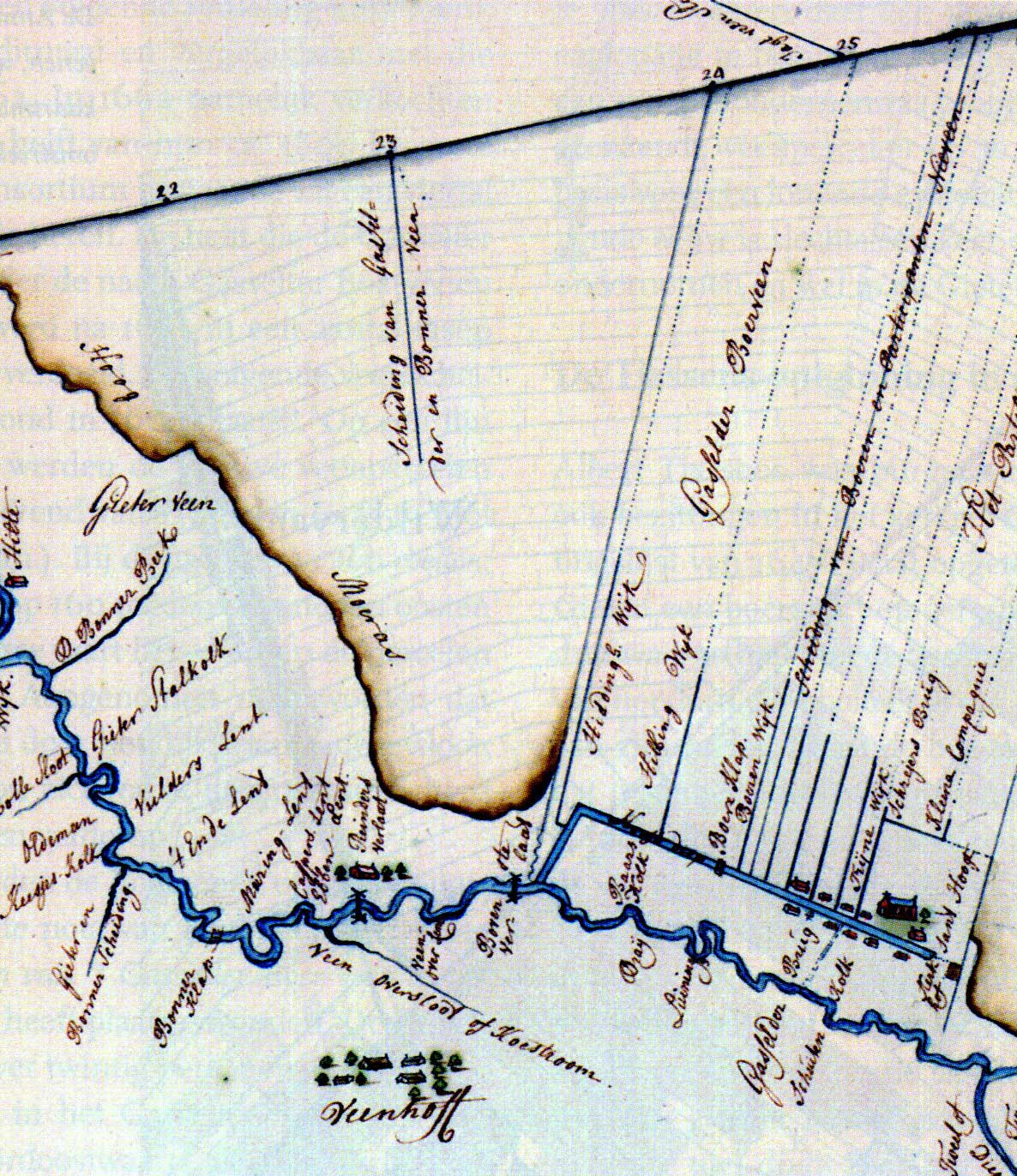
De Veenhof op een kaart van de Hunze of Oostermoerse Vaart uit circa 1760
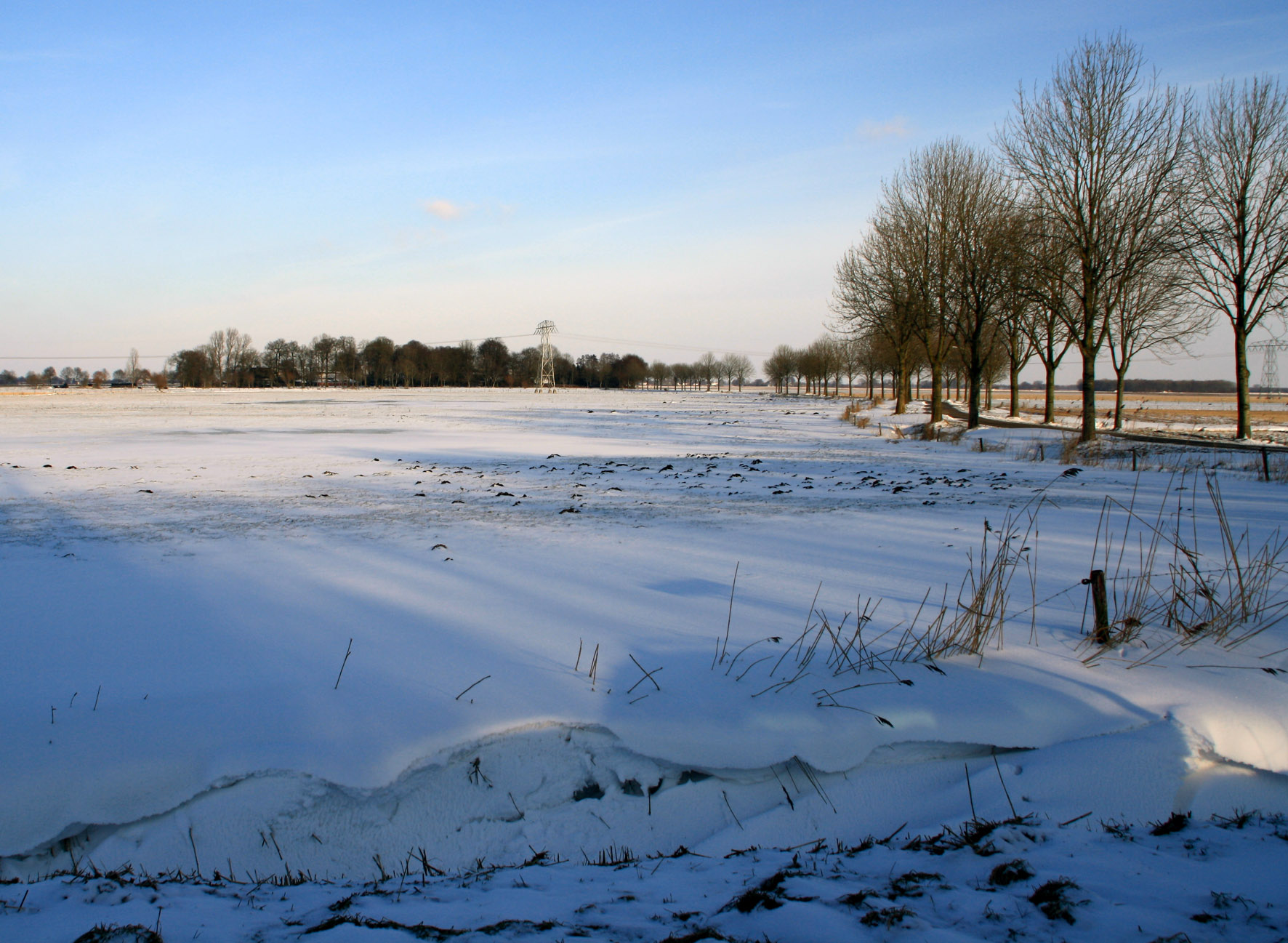
Zicht op Veenhof in de sneeuw, winter 2010

Drenthe: Steden en dorpen      Nederland: Provincies · Gemeenten